# Chi Ming Hu
Chi Ming Hu (romanización de 胡启明) ( 1935) es un profesor, botánico, y taxónomo chino, que ha trabajado extensamente en el "Instituto de Botánica", de la Academia China de las Ciencias.

## Algunas publicaciones
- richard m.k. Saunders, chi-ming Hu. 1999. Corsiopsis chinensis gen. et sp. nov. (Corsiaceae): First Record of the Family in Asia, en: Systematic Botany 24 (3): 311-314, (resumen en línea)

- hoàng hộ Phạm, boua khay khone Svengsuksa, chi-ming Hu, ph Morat, jules eugène Vidal. 1992. Flore du Cambodge, du Laos et du Viêtnam: (révision de la Flore générale de l'Indochine). Volumen 26 de Flore du Cambodge, du Laos et du Viêtnam. Editores Lab. de phanérogamie (Paris), Muséum national d'histoire naturelle (Paris). 207 pp. ISBN 2856541941

## Premios
- 2012: galardonado con la Medalla del Real Jardín Botánico y Domain Trust Lachlan Macquarie, en reconocimiento a su logro excepcional en ayudar a la biodiversidad vegetal de protección.

- La abreviatura «C.M.Hu» se emplea para indicar a Chi Ming Hu como autoridad en la descripción y clasificación científica de los vegetales.[4]